# Corral de Bustos
Corral de Bustos (cuyo nombre oficial es Corral de Bustos-Ifflinger) es una ciudad de Argentina ubicada en el departamento Marcos Juárez, en el sudeste de la provincia de Córdoba, Argentina.
La carta orgánica municipal establece:

Artículo 1) Esta ciudad se designa oficialmente con el nombre de Corral de Bustos-Ifflinger, denominación que deberá utilizarse en los instrumentos públicos. Sin perjuicio de ello, la nominación Corral de Bustos tendrá igual validez jurídica en instrumentos privados.

## Historia
La ciudad de Corral de Bustos se fundó a principios del siglo XX, cuando el alemán Carlos von Ifflinger solicitó el permiso del Gobierno de la provincia de Córdoba para establecer una ciudad que llevaría su apellido. El gobierno otorgó el permiso el 14 de noviembre de 1901, y ésta es ahora considerada como la fecha de fundación de la ciudad, que en un principio solo cubría lo que hoy es Barrio Ifflinger.
En julio de 1902 se inauguró el servicio de ferrocarril. La estación fue bautizada como "Corral de Bustos" en referencia a un antiguo paraje que en épocas indígenas estaba ubicado al sur de Chañar Ladeado. En ese momento, un funcionario del ferrocarril compró un campo al sur de las vías, en el que comenzó a vender partes del mismo y a abrir calle. Por esos años se inauguraron una escuela, que actualmente lleva el nombre de Hipólito Yrigoyen, la oficina de correos y la policía, así como la Municipalidad en 1919, que funcionó en tres casas en Barrio Ifflinger hasta trasladarse al sector Corral de Bustos, en 1946. En 1911 y 1917 surgieron los clubes actuales, aunque con anterioridad ya existían otros: Club Chacarense, Racing Club, Club Sarmiento, etc.
Llegada la década del 30, y con la asunción de Juan Pérez Crespo a la Intendencia, la localidad comenzaría a cambiar su fisonomía hasta convertirse en lo que es actualmente. En su primera Intendencia, Crespo hizo revocar los frentes de las casas y construir veredas de ladrillos. Construyó el frente gótico y la torre de la iglesia, cuyo frente fue posteriormente modificado. En su segunda intendencia, en el año 1942, Crespo encaró grandes obras que fueron el puntapié inicial para que Corral de Bustos se convierta en ciudad 33 años después. Se comenzó la construcción del matadero, el mercado y poco después el primer natatorio, ubicado en el parque municipal. También inició la pavimentación de las calles céntricas convirtiéndose Corral de Bustos en el primer pueblo del sur de Córdoba con calles pavimentadas.
Con la década del 60 llegó el florecimiento de la industria local. "La Suil", "Sadam" y "GERMOR" son algunos nombres de las importantes fábricas que llegaron a exportar sus productos al mercado latinoamericano y europeo. Los talleres de "Suil" aún se encuentran en la entrada oeste de la ciudad, mientras que los de "Sadam" actualmente se han convertido en la sede la VCC Televisión. Y los Talleres de "Germor" son el corralón de la firma Malpassi.
En la década del 70 llegaron los espectáculos y las fiestas. Ejemplos son los carnavales organizados por Sporting Club, llamados "Mascarada", los recitales folklóricos así como los famosos "Folklorama" organizados por el Club Corralense. En 1973 la inauguración del Casino provincial convirtió a la ciudad en un centro de atracción nocturno para los vecinos y para visitantes de la región, generando un crecimiento en servicios para el entretenimiento, con salones de baile, snacks y hoteles.
En 1975, la provincia de Córdoba otorgó a Corral de Bustos la calidad de ciudad.

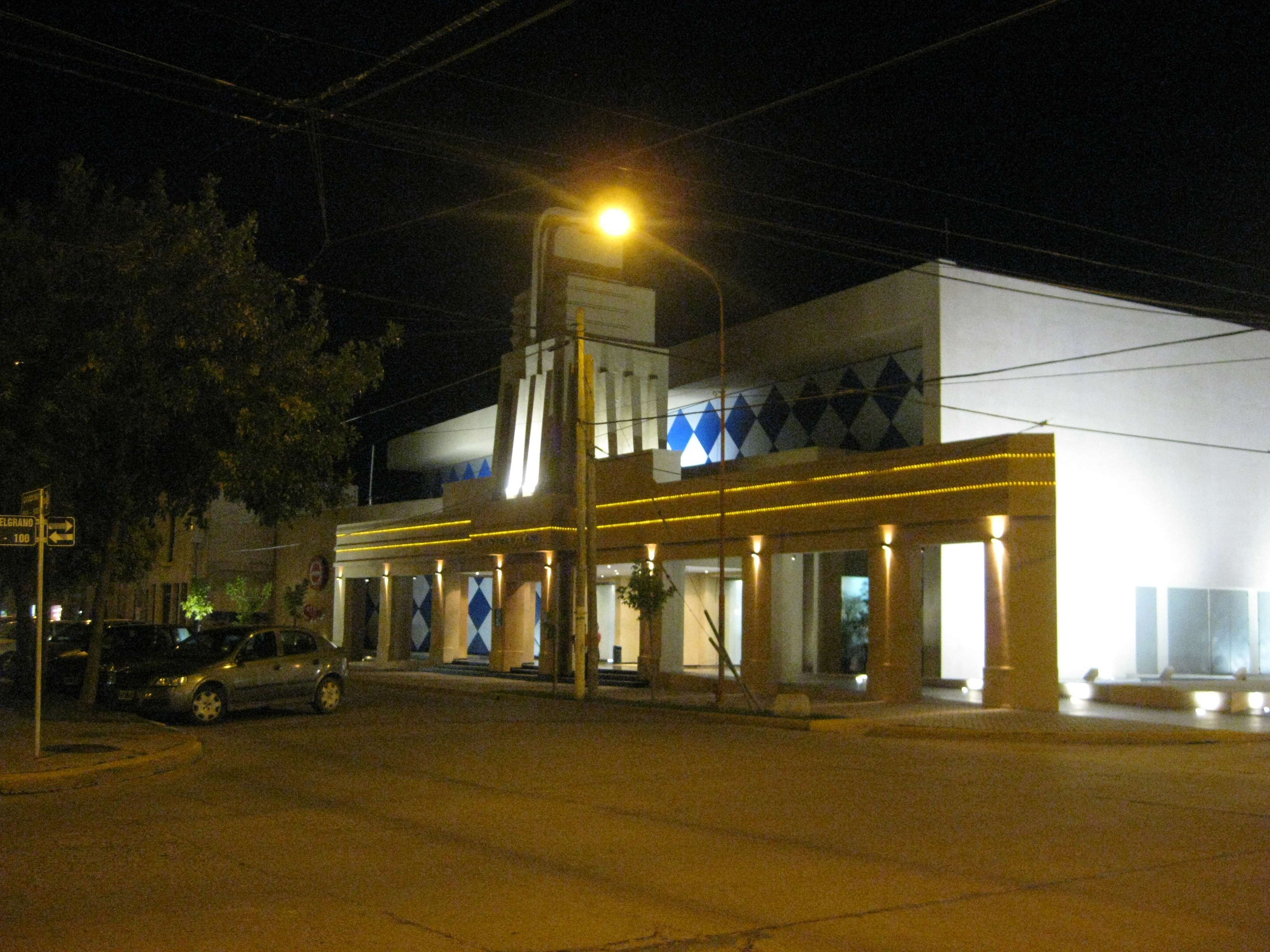
Casino de la ciudad de Corral de Bustos.

## Economía
La principal actividad económica es la agricultura, seguida por el ganado. El comercio y la industria también tienen cierta importancia para la economía local, debido a la presencia de una fábrica textil.

## Población
Cuenta con 11 062 habitantes (Indec, 2022), lo que representa un incremento del 6,10% frente a los 10 426 habitantes (Indec, 2010) del censo anterior.
| Gráfica de evolución demográfica de Corral de Bustos entre 1991 y 2022 |
|                                                                        |
| Fuente: Censos nacionales del INDEC                                    |

La ciudad es también conocida como Corral de Bustos - Ifflinger, la segunda parte corresponde al nombre original de la localidad, que en el tiempo pasado fue designada para una parte de la ciudad conocida como barrio Ifflinger. 
El 7 de febrero de 1973 se creó en la ciudad el Cuartel de Bomberos Voluntarios. Cuenta con más de 30 integrantes en el Cuerpo Activo y 8 unidades para asistir a las diferentes emergencias.

## Parroquias de la Iglesia católica en Corral de Bustos
| Diócesis  | Villa de la Concepción del Río Cuarto |
| --------- | ------------------------------------- |
| Parroquia | Nuestra Señora del Rosario            |

## Clubes y personas destacadas
- Oscar Ruggeri, futbolista campeón del mundo 1986. Panelista de programas deportivos.
- Carlos Aimar (más conocido como Cai Aimar), exfutbolista y director técnico. Panelista de programas deportivos.
- Hermes Desio, exfutbolista y actual DT.
- Walter Ribonetto, exfutbolista y actual DT.
- Gino Peruzzi, futbolista.
- Fernando Ortiz, exfutbolista y actual DT.

La localidad cuenta con dos clubes centenarios: Club Corralense y Sporting Club. Ambos poseen disciplinas deportivas como: fútbol masculino, fútbol femenino, tenis, vóley, natación, hockey, gimnasia artística, patín, entre otras. Además, cada uno cuenta con su propia sede social y departamento de ayuda económica.